# Elmar Maguerramov
Elmar Maguerramov (azéri : Elmar Məhərrəmov, russe : Эльмар Магеррамов, né le 10 avril 1958 à Bakou est un joueur et un entraîneur du jeu d'échecs azerbaïdjanais,  grand maître depuis 1992.

## Biographie et carrière
En 1991, Maguerramov fut premier du dernier championnat de l'Union Soviétique, ex aequo avec Artashes Minassian, mais fut classé deuxième au départage.
Il a été l'entraîneur de Garry Kasparov pendant le championnat du monde d'échecs 1984 ainsi que de Maïa Tchibourdanidzé au championnat du monde d'échecs féminin en 1991.

## Parties remarquables
- Maguerramov - Kasparov, Bakou 1979, 1-0
- Maguerramov - Lembit Oll, Kalipeda 1988, 1-0